# Igram
Igram este o comună slovacă, aflată în districtul Senec din regiunea Bratislava, pe malul râului Vištucký potok⁠(d). Localitatea se află la altitudinea de 144 m deasupra n.m., se întinde pe o suprafață de 8,3 km2 și în 2017 număra 576 de locuitori.

## Istoric
Localitatea Igram este atestată documentar din 1242.

## Demografie
| An:                | 1994 | 2004    | 2014   | 2024   |
| ------------------ | ---- | ------- | ------ | ------ |
| Număr de persoane: | 610  | 539     | 557    | 569    |
| Diferență:         |      | −11,63% | +3,33% | +2,15% |

| An:                | 2023 | 2024   |
| ------------------ | ---- | ------ |
| Număr de persoane: | 566  | 569    |
| Diferență:         |      | +0,53% |